# Tarsonemus kaliszewskii
Espèce
Tarsonemus kaliszewskii est une espèce d'acariens de la famille des Tarsonemidae.

## Systématique
Le nom valide complet (avec auteur) de ce taxon est Tarsonemus kaliszewskii Sharonov (d), 1988.

### Étymologie
Son épithète spécifique, kaliszewskii, lui a été donnée en l'honneur de l'acarologue polonais Marek Kaliszewski (d) (-1992).

### Publication originale
- (ru) A.A. Sharonov, Nouvelles espèces d'acariens de la famille des Tarsonemidae, vol. 67, 1988, chap. 8, p. 1141-1148.